# 車頭燈 (歌曲)
〈車頭燈〉是美國饒舌歌手阿姆的一首歌曲，由歡樂.樂團主唱奈特·瑞斯伴唱，收錄於阿姆第八張錄音室專輯《超級大痞子二部曲》中。這首歌的詞曲由阿姆、奈特·瑞斯、艾米爾·海尼、傑夫·巴斯克及路易斯·雷斯托共同創作，製作部分則由艾米爾·海尼、傑夫·巴斯克執手。在歌詞中，阿姆為他在早期的歌曲中批評母親黛比·馬瑟斯而致歉。〈車頭燈〉由新視鏡唱片於2014年2月5日作為專輯第五支也是最後一支單曲發行，單曲釋出後在美國《告示牌》百大單曲榜上排名第45。

## 背景與詞曲
阿姆本名馬紹爾·馬瑟斯，他自幼就與單親媽媽黛比·馬瑟斯相處不融洽。在他的音樂中，阿姆曾在多首歌曲裡數落他的母親，包括他的問世曲〈我叫什麼名〉、〈少了我，很空虛〉等等。阿姆藉由〈車頭燈〉一曲唱出他對母親多年來侮辱、敵視她的歉意，並表達欲團結這破敗的家庭的懇求。這首歌以B大調創作，速度為每分鐘74拍。歌名「車頭燈」啟發自阿姆先前與母親離別的回憶，他逆著光（車頭燈）目睹母親汽車的駛離，使他「排山倒海的悲傷」不住襲來。在歌曲的前半部，他承認自己的魯莽，稱不知道自己言語的傷害力會如此大。其後又提到成長過程中的一些往事，比如他在平安夜裡被逐出家門、弟弟內森被送到寄養家庭、母子雙方總是愛找事來打擊對方。他對自己從未讓媽媽介入自己的生活表示遺憾，並承認萱堂無辜承受了沒給他良好教育的指責，甚至稱讚她一人分飾爸媽兩角的努力。他還表示當他在廣播電台上聽到〈離家出走〉時會感到羞愧，且已不再演唱那首歌。
在接受斯威·考拉威採訪時，阿姆表示關於令堂他「所有想解決的問題」全已記載在〈車頭燈〉裡，並且不希望透露其他更深入的問題。他亦告訴贊恩·洛：「這是讓我有點困擾，同時需要一吐為快的事情之一。因此除了該在唱片裡說的話以外，我真的沒有什麼能說明或再次補充的。」

## 錄音
〈車頭燈〉由艾米爾·海尼和傑夫·巴斯克製作，阿姆為額外製作人，路易斯·雷斯托亦額外貢獻了鍵盤。詞曲由阿姆、奈特·瑞斯、艾米爾·海尼、傑夫·巴斯克和路易斯·雷斯托創作。錄製則由麥克·斯特蘭奇、喬·斯特蘭奇和東尼·坎帕納在美國密西根州芬代爾的肖像工作室完成。這首歌的前奏、橋段及副歌由歡樂.樂團的主唱奈特·羅素演唱。

## 評價
這首歌獲得樂評家的普遍好評。《Now》的茱莉·萊孔蒂（Julie Leconte）稱這首歌「天才的部分在於它創造出聽眾所預期的張力。阿姆喜歡給我們埋下虛假的多愁善感，然後在我們被騙時大笑。但在〈車頭燈〉裡他紋絲不動，這讓我們對他們的不和關係感到格外悲傷。」《PopMatters》的科林·麥奎爾（Colin McGuire）稱這首歌「很可能帶給我們阿姆有史以來最感人肺腑的時刻。」
DJ Booth表示：「即使本該深沉的鉤子在歡樂.樂團的奈特·羅素領唱下輕盈快活，但阿姆原始且動人心魄的歌詞，尤其是他終於結束了與母親的難分難解，足以讓〈車頭燈〉變得非凡。」《獨立報》的安迪·吉爾（Andy Gill）也稱讚了這首歌，稱其為「一封令人震驚的道歉情書，獻給他曾經非議詆欺的母親。」《今日美國》的埃德娜·岡德森評論：「這是一個令人欽佩的自白」，但「馬馬虎虎」。

## 音樂錄影帶
歌曲的音樂錄影帶於2014年4月5日在阿姆的故鄉密西根州底特律取景拍攝，由曾獲奥斯卡金像奖的電影導演史派克·李執導。成品於2014年母親節之際的5月11日上映。該錄影帶以非直線時序剪輯，從阿姆母親的視角出發，呈現她的心路歷程。

## 曲目清單
| 曲序 | 曲目              | 词曲                                                                                          | 製作人                                         | 时长 |
| ---- | ----------------- | --------------------------------------------------------------------------------------------- | ---------------------------------------------- | ---- |
| 1.   | 車頭燈 Headlights | 馬紹爾·馬瑟斯 纳撒尼尔·瑞斯 艾米爾·海尼 （ 英语 ： Emile Haynie） 傑夫·巴斯克 路易斯·雷斯托 （ 英语 ： Luis Resto (musician)） | 艾米爾·海尼 （ 英语 ： Emile Haynie） 傑夫·巴斯克 阿姆 [a] | 5:43 |

備註
- ^[a] 表示額外製作人。

## 榜單與認證
| 榜單（2013–14年）                       | 峰值 |
| --------------------------------------- | ---- |
| 澳大利亚（澳大利亚唱片业协会單曲榜）    | 21   |
| 澳洲（澳洲唱片業協會城市榜）            | 4    |
| 比利时佛兰德（Ultratip榜外單曲榜）      | 64   |
| 比利时佛兰德（Ultratop城市榜）          | 40   |
| 加拿大（Canadian Hot 100）              | 54   |
| 愛爾蘭（愛爾蘭唱片音樂協會单曲榜）      | 60   |
| 英國（官方榜單公司單曲榜）              | 63   |
| 英國（官方榜单公司節奏藍調榜）          | 9    |
| 美国（《告示牌》百大單曲榜）            | 45   |
| 美國（《告示牌》Hot R&B/Hip-Hop Songs） | 11   |
| 美國（《告示牌》Pop Airplay）           | 25   |
| 美國（《告示牌》Rhythmic Songs）        | 17   |

| 榜單（2014年）                        | 峰值 |
| ------------------------------------- | ---- |
| 美國（《告示牌》熱門藍調/嘻哈歌曲榜） | 67   |

| 地區                                   | 认证 | 认证单位/销量 |
| -------------------------------------- | ---- | ------------- |
| 澳大利亚（澳大利亚唱片业协会）         | 白金 | 70,000^       |
| 英国（英国唱片业协会）                 | 银   | 200,000‡      |
| 美国（美國唱片業協會）                 | 白金 | 1,000,000‡    |
| ^僅含認證的出貨量 ‡僅含認證的+實際銷量 |      |               |

## 發行歷史
| 地區   | 日期          | 格式         | 唱片公司                                     |
| ------ | ------------- | ------------ | -------------------------------------------- |
| 澳洲   | 2014年2月5日  | 當代流行電台 | 环球音乐                                     |
| 美國   | 2014年3月4日  | 當代節奏電台 | 後果  痞子  新視鏡 |
| 美國   | 2014年3月4日  | 當代流行電台 | 後果  痞子  新視鏡 |
| 義大利 | 2014年4月11日 | 當代流行電台 | 後果 新視鏡                                  |
| 英國   | 2014年5月19日 | 當代流行電台 | 後果 新視鏡                                  |

## 外部鏈結
- YouTube上的〈車頭燈〉音樂錄影帶